# Зинченко, Владимир Никифорович
Владимир Никифорович Зинченко (???, Орел — 18 июня 2015) — заслуженный тренер Республики Беларусь. Участвовал в подготовке олимпийской чемпионки Юлии Нестеренко.

## Биография
Родился в Орле. Учился в литературной школе имени Тургенева. Затем переехал в Минск и занялся тренерской деятельностью. 
За свою тренерскую карьеру подготовил 12 мастеров спорта международного класса, 53 мастера спорта, был привлечен как тренер для подготовки Юлии Нестеренко к Олимпийским играм 2004 года. Среди его учеников числятся такие спортсмены: Леонид Сафронников, Татьяна Гребенчук, Елена Цухло, Зоя Тауринь, Любовь Рунцо, Андрей Черкашин, Елена Невмержецкая, Наталья Сафронникова, Сергей Корнелюк, Наталья Сологуб и Оксана Драгун. Подготовил 8 спортсменов, которые добились значительных результатов на Олимпийских Играх. Наталья Сафронникова становилась победительницей Кубка Европы, Чемпионкой Мира-2004, становилась бронзовым призером на Чемпионате Мира в 2001 году.
Являлся одним из тренеров, который работал с белорусским спринтерским квартетом, ставшим победителем на Спартакиаде народов СССР в 1991 году. Тогда спортсмены поставили рекорд страны, который сохранился до сих пор.
Скончался 18 июня 2015 года.

## Семья
Жена Алла Алексеевна, дочь.